# Colby (Wisconsin)
Colby és una població dels Estats Units a l'estat de Wisconsin. Segons el cens del 2000 tenia 1.616 habitants.

## Demografia
Segons el cens del 2000, Colby tenia 1.616 habitants, 623 habitatges, i 423 famílies. La densitat de població era de 421,6 habitants per km².
Dels 623 habitatges en un 33,5% hi vivien nens de menys de 18 anys, en un 55,9% hi vivien parelles casades, en un 8% dones solteres, i en un 32,1% no eren unitats familiars. En el 28,4% dels habitatges hi vivien persones soles el 19,1% de les quals corresponia a persones de 65 anys o més que vivien soles. El nombre mitjà de persones vivint en cada habitatge era de 2,43 i el nombre mitjà de persones que vivien en cada família era de 2,96.
Per edats la població es repartia de la següent manera: un 25,1% tenia menys de 18 anys, un 6,7% entre 18 i 24, un 25,4% entre 25 i 44, un 18,5% de 45 a 60 i un 24,2% 65 anys o més.
L'edat mediana era de 40 anys. Per cada 100 dones de 18 o més anys hi havia 82,2 homes.
La renda mediana per habitatge era de 34.318 $ i la renda mediana per família de 41.685 $. Els homes tenien una renda mediana de 30.530 $ mentre que les dones 21.806 $. La renda per capita de la població era de 16.137 $. Aproximadament el 3,7% de les famílies i el 7% de la població estaven per davall del llindar de pobresa.

## Poblacions més properes
El següent diagrama mostra les poblacions més properes.